# Берт (Мичиген)
Берт (енгл. Burt) насељено је место без административног статуса у америчкој савезној држави Мичиген.

## Демографија
По попису из 2010. године број становника је 1.228, што је 106 (9,4%) становника више него 2000. године.
| Група             | 2000.         | 2010.         |
| Белци             | 1.026 (91,4%) | 1.122 (91,4%) |
| Афроамериканци    | 12 (1,1%)     | 18 (1,5%)     |
| Азијати           | 3 (0,3%)      | 1 (0,1%)      |
| Хиспаноамериканци | 52 (4,6%)     | 51 (4,2%)     |
| Укупно            | 1.122         | 1.228         |